# Forsthaus

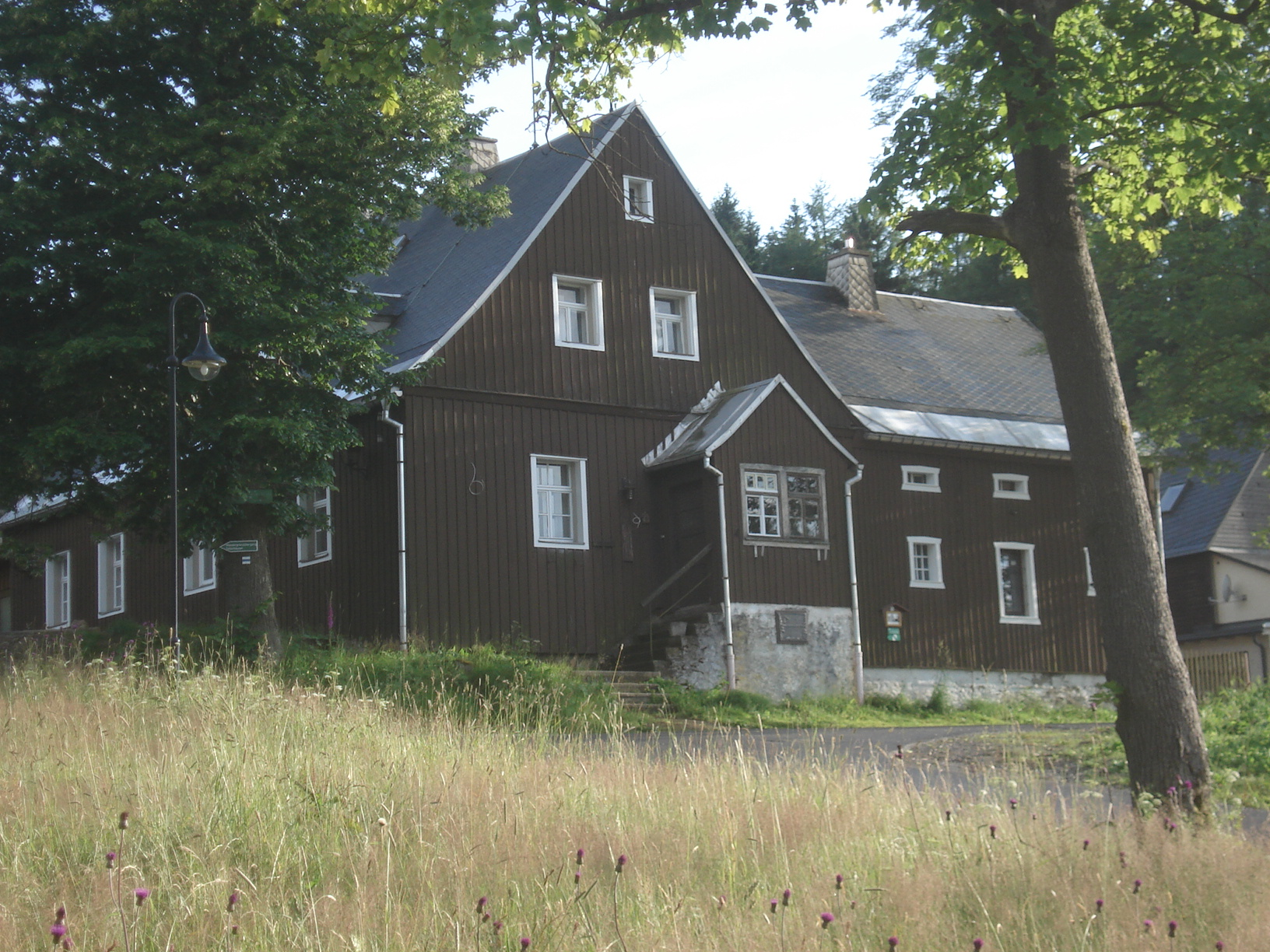
Het boswachtershuis in Tellerhäuser, Saksen (Duitsland)

Forsthaus (meervoud: Forsthäuser) is een Duits woord dat in het Nederlands boswachtershuis betekent.
In de Duitstalige landen en gebieden bestaan verschillende Forsthäuser.
Behalve voor de boswachtershuizen zelf wordt het begrip Forsthaus soms ook gebruikt voor plaatsen, die met een boswachtershuis op de een of andere manier zijn verbonden, zoals kleine dorpjes en stations.